# Rahier
Rahier is een dorp in de Belgische provincie Luik en een deelgemeente van Stoumont. Tot 1 januari 1977 was het een zelfstandige gemeente. De westgrens wordt gevormd door het riviertje de Lienne. In Rahier liggen nog enkele gehuchten verspreid, zoals Froidville, Meuville en Xhierfomont.

## Demografische ontwikkeling
- Bronnen:NIS, Opm:1831 tot en met 1970=volkstellingen, 1976= inwoneraantal op 31 december

## Bezienswaardigheden

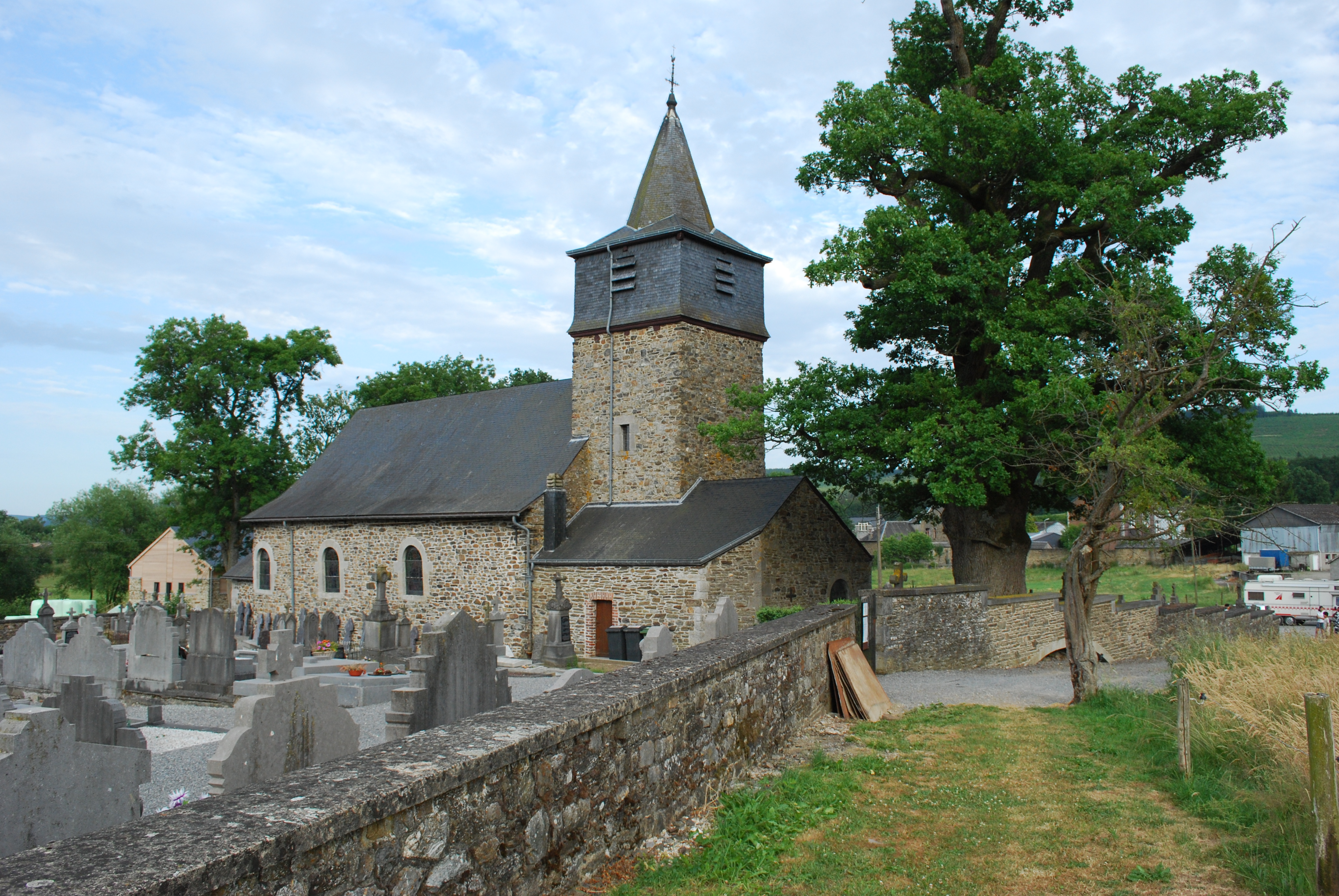
De kerk van Rahier

- De Sint Pauluskerk

Deelgemeenten: Chevron · La Gleize · Lorcé · Rahier · Stoumont

Overige kernen: Andrimont · Borgoumont · Chauveheid · Cheneux · Chession · Chevrouheid · Cour · Egbômont · Froidville · Habiémont · Heilrimont · La Venne · Les Forges · Meuville · Monceau · Moulin-du-Ruy · Roanne · Ruy · Targnon · Xhierfomont

Belgische gemeenten · arrondissement Verviers · provincie Luik · Wallonië